# Rozdolné
Rozdolné (ukrainien : Роздольне; russe : Раздольное; tatar de Crimée : Aqşeyh [Акъшейх]; allemand : Akscheich; jusqu'en décembre 1944, Aksheykh [Ак-Шейх]) est une ville de la république autonome de Crimée, en Ukraine, occupée par la Russie depuis 2014.